# Абделхамид Сабири
Абделхамид Сабири (арап. عبد الحميد صابيري; 28. новембар 1996) марокански је фудбалер који игра на позицији офанзивног везног играча. Тренутно наступа за Ел Фајху и за репрезентацију Марока.

## Репрезентативна каријера
За Мароко је дебитовао 23. септембра 2022. против Чилеа. Само пар минута након што је ушао у игру постигао је први гол за репрезентацију.
Дана 10. новембра 2022. именован је у тим Марока за Светско првенство 2022. у Катару. На другој утакмици првенства против Белгије асистирао је Ромену Сајсу за први гол и то из слободног ударца. Меч је завршен резултатом 2:0 за Мароко.